# Presa mortale
Presa mortale (The Marine) è un film d'azione del 2006 diretto da John Bonito ed interpretato dal wrestler John Cena.

## Trama
Uno dei migliori Marines, John Triton, congedato dai suoi superiori per un'insubordinazione, torna negli Stati Uniti dalla sua famiglia.
Appena tornato trova un lavoro come guardia giurata ma a causa di una rissa viene licenziato il giorno stesso della sua assunzione. Decide allora, spinto dalla moglie Kate, a fare un viaggio per dimenticare il congedo e passare del tempo con lei. Casualmente la moglie viene rapita da una banda di assassini e ladri guidati dal fuorilegge e psicopatico Rome ad una stazione di servizio, dopo che due uomini di Rome ha ucciso un agente di polizia e un negoziante. L'ex marine inizia un difficile inseguimento automobilistico dei 5 ma finisce per precipitare da un dirupo, a seguito dei colpi d'arma da fuoco e di vari danni all'auto, venendo dato per morto.
I criminali si dirigono, ora appiedati, in una boscaglia acquitrinosa, portando con sé l'ostaggio e consapevoli del fatto che la polizia sia sulle loro tracce. John, scampato alla caduta, viene trovato da un ispettore (che già da prima seguiva i criminali), il quale lo lascia andare e dirigersi anch'egli nella palude all'inseguimento del gruppo.
Per disaccordi interni uno dei malviventi viene eliminato ed abbandonato, mentre il capo della banda, Rome, ha un contatto con un "cliente" per uno scambio tra merce rubata e denaro e decide di annullarlo. Giunti ad una baracca vicino ad un molo, i rapinatori si fermano per preparare un piano di fuga ma vengono trovati da John che ne uccide due a mani nude e con un coltello, ma viene raggiunto dall'ispettore che aveva incontrato prima che si scopre essere il cliente che aveva contattato Rome. Scoppia una sparatoria: l'ispettore doppiogiochista muore e i due criminali superstiti assieme a Kate riescono nuovamente a fuggire, facendo esplodere l'intera struttura.
Rubando un camion, Rome e la sua complice, trasportando ancora Kate, si dirigono dove pensano di trovare un'auto per la fuga definitiva. L'ex marine però, nuovamente sopravvissuto all'esplosione, li insegue a bordo di una motobarca della polizia; riesce a raggiungerli, facendo poi sbandare il camion ed uccidendo la compagna di Rome. Quest'ultimo ha un ultimo scontro con John in cui prova ad utilizzare un martello, una spranga ed una motosega per ucciderlo ma alla fine il protagonista ha la meglio. La moglie, rimasta chiusa nel camion che nel frattempo è precipitato in acqua, sembra priva di vita quando John la tira fuori.
Il film termina con l'ex marine che riesce a rianimare la ragazza e con l'intervento delle forze di polizia.

## Distribuzione
Il film è stato distribuito nelle sale statunitensi il 13 ottobre 2006 ed in quelle italiane l'8 giugno 2007.
In Polonia, Grecia, Ungheria, Islanda, Svezia, Finlandia, Australia, Argentina, Paesi Bassi e Russia il film è uscito direttamente in DVD.

## Accoglienza
Il film ha ricavato un totale di 25.844.784 $, ed è ancora oggi il film prodotto dalla WWE Films di maggior successo.

## Sequel
Del film sono stati realizzati cinque sequel: Presa mortale 2, diretto da Roel Reiné ed interpretato da Ted DiBiase Jr., Presa mortale - Il nemico è tra noi , The Marine 4: Moving Target, Presa mortale 5 - Scontro letale e The Marine 6: Close Quarters, interpretati da The Miz. Le trame dei film non hanno tra loro legami diretti.